# Edina Csaba
Edina Csaba (15 de mayo de 1979) es una deportista húngara que compitió en esgrima, especialista en la modalidad de sable.
Ganó dos medallas en el Campeonato Mundial de Esgrima, plata en 2002 y bronce en 2005, y tres medallas en el Campeonato Europeo de Esgrima entre los años 1999 y 2003.

## Palmarés internacional
| Campeonato Mundial | Campeonato Mundial | Campeonato Mundial | Campeonato Mundial |
| Año                | Lugar              | Medalla            | Prueba             |
| ------------------ | ------------------ | ------------------ | ------------------ |
| 2002               | Lisboa (Portugal)  | Medalla de plata   | Sable por equipos  |
| 2005               | Leipzig (Alemania) | Medalla de bronce  | Sable por equipos  |
| Campeonato Europeo |                    |                    |                    |
| Año                | Lugar              | Medalla            | Prueba             |
| 1999               | Bolzano (Italia)   | Medalla de bronce  | Sable individual   |
| 2002               | Moscú (Rusia)      | Medalla de plata   | Sable por equipos  |
| 2003               | Bourges (Francia)  | Medalla de bronce  | Sable individual   |